# Osmia mediana
Osmia mediana là một loài Hymenoptera trong họ Megachilidae. Loài này được Engel mô tả khoa học năm 2006.